# Qセルズ
ハンファQセルズ (Hanwha Q CELLS Co., Ltd) は、ドイツのタールハイムに研究開発拠点を置く太陽電池モジュールメーカーである。太陽電池セル・モジュール・システムの開発・生産・販売、発電所建設およびEPC（設計・調達・建設）事業など太陽光ビジネスの全ての分野でソリューションを提供している。欧州、北米、日本を含めたアジア、南米、中東諸国でビジネスを展開し、アメリカや日本といった主要都市だけではなく、トルコ、インドなどの新興市場にも積極的に展開している。
前身となるQ-Cells AGは1999年にドイツに設立。2001年に太陽電池の生産を開始して以降、単位面積あたりの発電量が多い高効率ソーラーパネルに強みをもつQセルズは急速に成長した。セルの生産量において、2006年は欧州1位、2007年、2008年は世界1位を獲得している。
その後、低価格を武器にした中国メーカーなどとの価格競争の激化、ドイツ政府による太陽光発電電力の買取価格見直しの影響を受け、2012年 4月に経営破綻したが、同年、韓国ハンファグループ に買収され、ハンファQセルズとして再出発した 。
2015年2月、ハンファSolarOneとの合併により、本社を韓国に移し、Hanwha Q CELLS Co., Ltdとなった。同年、第2四半期には1百万ドルの営業利益を記録し黒字転換を果たす。
また、2016年の太陽電池セルおよびモジュールの生産能力が5.7GWと公表しており、太陽電池セルの生産能力としては世界1位であるとメディアから評価を受けている 。
なお、日本においては国内太陽電池モジュールの出荷量において、海外メーカーの中で1位、業界全体では3位となり、シェアを伸ばしている。

## Qセルズの特長
Q.ANTUMセル
太陽電池セルの裏面に特殊なナノレイヤーを形成し、従来と比べより太陽光のエネルギーをセル裏面の層に閉じ込めることで活用度を高め、より多くの電気を生み出すことができる。そのため、低照度時や幅広い温度範囲においても高い出力を発揮する。
低照度特性（曇り発電力）
Qセルズの研究開発拠点は、日本の北海道よりも北に位置するドイツのライプチヒ（北緯51度）という照度の低い地域にある。このような環境で研究開発されたQセルズの太陽電池モジュールは、照度の低い季節（秋～冬）や朝夕、曇りの日といった太陽光発電としては厳しい条件でも高い発電力を発揮する。
出力安定化技術
一般的なPERC構造の高効率太陽電池セルでは、設置初期のセル内部構造の変化により太陽電池モジュールの出力が低下する現象がみられる。Q.ANTUMセルでは、酸素と結合したセル内の添加物の活性化を抑え、スムーズに電子が移動できるため、安定した出力を確保することできる。
耐PID技術 (Anti-PID Technology)
PID現象とは、太陽電池モジュールのフレームとセルの間に電圧差が生じ、雨天時などでは本来なら確保される電流が流出してしまうことで出力の低下を引き起こす。Qセルズでは独自の耐PID技術(APT)を採用することにより、セルの生産過程を最適化し、電力リークなどの悪影響をセルの段階から排除している。
耐ホットスポットプロテクト (Hot Spot Protect)
太陽電池セルにホットスポット現象が発生すると、モジュールの一部が焼け焦げてしまうほど高温になり、最悪の場合、モジュールが発火してしまう恐れがある。多くの太陽電池モジュールメーカーでは、ホットスポット現象を回避するためにセルの耐電圧を下げることがある。しかし、Qセルズでは、最終点検の過程ですべてのセルに逆流電力を通すことで温度上昇した部分を赤外線カメラで感知し、ホットスポット現象が確認されたセルは除外している。
トレーサブルクォリティ技術TRA.Q™ (Traceable Quality)
Qセルズのすべての太陽電池セルは、トレーサビリティシステムTra.Q™と呼ばれる特許を取得した識別コードで管理されており、製造番号、製造年月、製造場所だけではなく、セルを製造する際に使用した原材料の情報まで、生産に関する全工程を追跡することができる。

## 受賞歴・認証など
”インターソーラー・ヨーロッパ2017”において、”インターソーラー・アワード2017”受賞
ドイツのミュンヘンで開催された、太陽光発電業界の世界有数の見本市である”インターソーラー・ヨーロッパ2017”において、Qセルズの太陽電池モジュールが”インターソーラー・アワード2017”を受賞。強化スチールフレームを採用したモジュールが最も革新的であると評価されている。
オーストラリア・アリススプリングスの実発電量テストで高い発電量を記録
オーストラリアのアリススプリングス砂漠にて実施しているDKASC（オーストラリア・DKASCによる実発電量テスト）による太陽電池モジュールの実発電テストにて、Qセルズのモジュールが、最高レベルの実発電量を記録した。
2017年EuPD社調査にて、4年連続“TOP PV BRAND”の称号を獲得
ドイツのEuPD Reserch社が毎年実施する太陽光発電の施工企業満足度調査にて、EU圏におけるモジュール部門にて、4年連続で“TOP PV BRAND”の称号を獲得している。
“Solar Industry Award 2015” における革新的なモジュール製造部門で優勝
太陽光業界の専門家や関係者約70,000人が投票を行う“Solar Industry Award 2015”において、革新的なモジュール製造部門(Module Manufacturing Innovation)　1位に輝く。
VDEの厳しい品質テストにて認証を取得
IEC（国際電気標準会議）の基準よりも非常に厳しいとされるドイツ最大の電気・電子協会であるVDEの品質テストに適合し、「VDE品質認証」を取得。
ISO9001・2008を取得
国際標準化機構の制定する品質マネジメントの国際規格「ISO9001：2008」を取得。

## 日本法人
ハンファQセルズジャパン株式会社（東京都港区芝4丁目10番1号 ハンファビル9階）
- 1984年 2月 - ハンファグループの日本法人として、ハンファ·ジャパン株式会社設立。
- 1992年 3月 - ハンファジャパン株式会社に商号変更。
- 1995年 11月 - 東京都港区芝の現在の自社ビルを購入。市場トレンドを反映したM&Aを通じた事業展開を行う
- 2007年 - 2012年 - 太陽光発電システム事業にハンファソーラーブランドを確立。
- 2013年 3月 - ハンファ·ジャパン株式会社からハンファＱセルズジャパンに社名変更。
- 2013年 4月 - 東京本社、福岡支店の2拠点体制から、大阪支店を開設。
- 2015年 3月 - 仙台、名古屋支店も開設され、合計5拠点の営業体制へ。
- 2016年 6月 - 品質マネジメント国際規格　ISO9001:2008認証を取得。
- 2017年 8月 - "答えは、Q。"をキャッチコピーとする空飛ぶソーラーハウスが登場する太陽光発電のCMにトリンドル玲奈が出演した。

## 海外拠点
| 拠点名                                            | 拠点種別                                  | 住所 |
| ------------------------------------------------- | ----------------------------------------- | --- |
| Hanwha Q CELLS Corporation                        | Global Headquarter                        | 86, Cheonggyecheon-ro, Jung-gu, Seoul Korea 101-797                                                      |
| Hanwha Q CELLS Korea Corporation                  | Sales Office                              | 86, Cheonggyecheon-ro Jung-gu, Seoul Korea                                                               |
| Hanwha Q CELLS GmbH                               | Power Plant Solutions                     | Lorenzweg 5 12099 Berlin Germany                                                                         |
| Hanwha Q CELLS Korea Corporation (EumSeong Plant) | Manufacturer                              | 1329, Daegum-ro, Geumwang-Eup, Eumseong-gun, ChungCheongbuk-do Korea 369-901                             |
| Hanwha Q CELLS Korea Corporation (JinCheon Plant) | Manufacturer                              | 202, Sansusandan 2-ro, Iwol-myeon, Jincheonng-gun, ChungCheongbuk-do Korea 27816                         |
| Hanwha Q CELLS Technology Co., Ltd.               | Manufacturer                              | 66 Dapu Road Lianyungang ECO & TECH. Development Zone Lianyungang Jiangsu 222069 China                   |
| Hanwha Q CELLS Malaysia Sdn. Bhd.                 | Manufacturer & R&D                        | Lot 1, Jalan SP 2, Seksyen 2 Selangor Science Park 2 63300 Cyberjaya, Selangor Malaysia                  |
| Hanwha Q CELLS (Qidong) Co., Ltd.                 | Manufacturer & R&D                        | 888 Linyang Road, Qidong Jiangsu 226200 China                                                            |
| Hanwha Q CELLS Australia Pty. Ltd.                | Sales Office                              | Unit 1402, 20 Berry Street North Sydney, NSW 2060 Australia                                              |
| Hanwha Q CELLS Canada Corp.                       | Sales Office                              | 2860 Innovation Drive London, Ontario N6M-0C5 Canada                                                     |
| Hanwha Q CELLS Chile SPA                          | Sales Office                              | Enrique Foster Sur, 39. Planta 12 Las Condes, Santiago Chile                                             |
| Hanwha Q CELLS GmbH                               | Headquarter for Technology and Innovation | Sonnenallee 17 – 21 06766 Bitterfeld-Wolfen Germany                                                      |
| Hanwha Q CELLS GmbH, Italy                        | Sales Office                              | Via Leonardo Da Vinci 12 39100 Bolzano Italy                                                             |
| Hanwha Q CELLS GmbH, Israel                       | Sales Office                              | 9 Daphna st. Modiin 71705 Israel                                                                         |
| Hanwha Q CELLS Japan Co., Ltd.                    | Sales Office                              | Hanwha Building, 8th Floor 10-1, Shiba-4 chome, Minato-ku Tokyo 108 Japan                                |
| Hanwha Q CELLS SAS, France                        | Sales Office                              | 350, Avenue JRGG de la Lauzière 31 parc du golf, CS 90519 AIX EN PROVENCE France                         |
| Hanwha Q CELLS Solar Power Sdn. Bhd.              | Sales Office                              | Upper Penthouse, Wisma RKT No.2 Jalan Raja Abdullah Off Jalan Suitan Ismail 50300, Kuala Lumpur Malaysia |
| Hanwha Q CELLS Corp. New Delhi Liaison Office     | Sales Office                              | No. 116/117, Rectangle 1, Commercial Complex D-4, Saket, New Delhi, India 110017                         |
| Hanwha Q CELLS Technology (Shanghai) Co., Ltd.    | Sales Office                              | Room 605-606, Yongda International Tower 2277 Longyang Road Pudong Shanghai 201204 China                 |
| Hanwha Q CELLS Turkey                             | Sales Office                              | Maslak Mah. Buyukdere Cad. No:255 Nurol Plaza - Istanbul Turkey                                          |
| Hanwha Q CELLS GmbH, UK, Ireland and Scandinavia  | Sales Office                              | Level 6 City Tower 40 Basinghall Street London EC2V 5DE Great Britain                                    |
| Hanwha Q CELLS USA Corp.                          | Sales Office                              | 300 Spectrum Center Drive, Suite 1250 Irvine, CA 92618 USA                                               |
| Hanwha Q CELLS America                            | Sales Office                              | 300 Spectrum Center Drive, Suite 1250 Irvine, CA 92618 USA                                               |